# Sebastian Deisler
Sebastian Deisler (Lörrach, 1980. január 5. –) válogatott német labdarúgó, középpályás.

## Pályafutása

### Klubcsapatban
1985-ben az FV Tumringen csapatában kezdte a labdarúgást, majd játszott a TuS Stetten és az FV Lörrach csapataiban. 1995-ben igazolta le Borussia Mönchengladbach korosztályos csapata. Itt az 1998–99-es idényben mutatkozott be az első csapatban. 1999 és 2002 között a Hertha BSC játékosa volt. 2002 és 2007 között a Bayern München csapatában szerepelt és három-három bajnoki címet és német kupa-győzelmet szerzett az együttessel. 2007-ben 27 évesen sorozatos sérülések miatt vonult vissza.

### A válogatottban
1999-ben három alkalommal szerepelt a német U21-es válogatottban. 1999 és 2006 között 36 alkalommal szerepelt a német válogatottban és három gólt szerzett. 2000. február 23-án mutatkozott be egy Hollandia elleni barátságos mérkőzésen. Részt vett a 2000-es Európa-bajnokságon. Mind a három csoportmérkőzésen a pályára lépett a német csapatban, amely rögtön ezután búcsúzott is a további küzdelmektől. 2000. szeptember 2-án megszerezte első válogatott gólját a Görögország elleni világbajnoki-selejtező-mérkőzésen. Sorozatos sérülések miatt kihagyta a 2002-es világ-, a 2004-es Európa- és a 2006-os világbajnokságot. 2005-ben részt van a hazai rendezésű konföderációs kupán és mind az öt mérkőzésen pályára lépett és ezzel tagja volt a bronzérmes csapatnak. Utolsó válogatott mérkőzése 2006. március 1-jén egy barátságos találkozón volt Olaszország ellen.

## Sikerei, díjai
Németország
- Konföderációs kupa
  - 3.: 2005

 Hertha BSC
- Német ligakupa (DFB-Ligapokal)
  - győztes: 2001

 FC Bayern München
- Német bajnokság (Bundesliga)
  - bajnok (3): 2002–03, 2004–05, 2005–06
- Német kupa (DFB-Pokal)
  - győztes: 2003, 2005, 2006
- Német ligakupa (DFB-Ligapokal)
  - győztes: 2004